# Kjeld Nuis
Kjeld Nuis (født 10. november 1989 i Leiden) er en hollandsk skøjteløber, der har vundet adskillige OL-, VM- og EM-guldmedaljer.

## Resultater
Nuis' første store internationale resultat kom i 2011, da han vandt VM-sølv på 1000 m. Dette gentog han i 2012, og han vandt flere VM-medaljer på 1000 og 1500 m, inden han i 2017 for første gang vandt VM-guld på de to favoritdistancer. Han vandt også VM-sølv i sprint i2016, VM-bronze i 2017 og VM-sølv igen i 2018.
Han deltog første gang ved de olympiske vinterlege i 2018 i Pyeongchang, hvor han vandt 1500 m-løbet i tiden 1.44,01, 0,85 sekund foran landsmanden Patrick Roest. Senere gentog han bedriften på 1000 m, hvor han med tiden 1.07,95 var blot 0,04 sekund foran Håvard Holmefjord Lorentzen fra Norge på andenpladsen, mens sydkoreaneren Kim Tae-Yun blev nummer tre.
I 2019 satte han verdensrekord på 1000 m og på 1500 m. I 2020 vandt han guld på 1500 m og sølv på 1000 m ved VM, og bronze i sprint ved VM i 2019.